# Вікнине (Ізюмський район)
Вікнине — колишнє село у Бражківській сільській раді Ізюмського району Харківської області.

## Археологія
Село відоме стоянкою ранньої середньокам'яної доби, що належить міньївоярській культурній групі. Вона датована 8200-7500 років до Р. Х.. До тієї ж групи належали стоянки біля села Сніжківка Ізюмського району та урочища Міньївський Яр (у села Богородичне Слов'янського району Донецької області).